# Burgstall Zwiesel
Der Burgstall Zwiesel befindet sich in der niederbayerischen Stadt Zwiesel  im Landkreis Regen. Die abgegangene Niederungsburg liegt an der heutigen Böhmergasse und 150 m westlich der Kirche St. Nikolaus. Die Anlage gehört zum Bodendenkmal unter der Aktennummer D-2-6945-0049 im Bayernatlas „Untertägige Befunde des Mittelalters und der frühen Neuzeit im historischen Stadtkern von Zwiesel“.

## Beschreibung
Diese ehemalige Erdburg ist beim Bau der Realschule Zwiesel in den 1920er Jahren überbaut und zugeschüttet worden. Der abgegangene Burgstall war Anfang des 19. Jahrhunderts noch an drei Seiten von einem Wall umgeben, nur nach Süden war über ebenes Gelände der Zugang möglich. Erhalten sind die unter der Stadt liegenden Zwiesler Erdställe, die aber auf das 14. Jahrhundert datiert werden.

## Geschichte
Zwiesel wird als „Zwisel villa“ (Zwisl = Gabelung der beiden Flüsse Großer Regen und Kleiner Regen) erstmals 1254 in dem Niederaltaicher Urbar erwähnt. Hier lag eine Raststation für den bereits ab Mitte des ersten Jahrtausends nachweisbaren Saumpfad nach Böhmen. In den herzoglichen Urbaren des Viztumamtes Straubing von 1301/07 und 1312 erscheint Zwiesel als eine Mautstelle im Amt Regen, das dem bayerischen Herzog nach dem Aussterben der Grafen von Bogen 1242 zugefallen war; die Mauteinnahmen gingen zu zwei Drittel an das Kloster Niederaltaich und zu einem Drittel an den Herzog. In diese Zeit ist die Entstehung des Burgstalles Zwiesel zu lokalisieren, obwohl urkundliche Belege dafür fehlen.